# Ponteils-et-Brésis
Ponteils-et-Brésis är en kommun i departementet Gard i regionen Occitanien i södra Frankrike. Kommunen ligger i kantonen Génolhac som tillhör arrondissementet Alès. År 2022 hade Ponteils-et-Brésis 368 invånare.

## Befolkningsutveckling
Antalet invånare i kommunen Ponteils-et-Brésis
Referens:INSEE